# ریکاردو کارراس
ریکاردو کارراس (انگلیسی: Ricardo Carreras؛ زادهٔ december ۸, ۱۹۴۹ (۷۵ سال)) ورزشکار بوکس اهل ایالات متحده آمریکا است.
وی در مسابقات کشوری و بین‌المللی در مجموع برندهٔ ۱ مدال طلا، ۱ مدال برنز شده‌است.